# Födekulla
Födekulla är ett naturreservat i Ydre kommun i Östergötlands län.
Området är naturskyddat sedan 1998 och är 12 hektar stort. Reservatet består av i norra delen av hällmarkstallskog, i södra delen av blandskog med gamla granskog med inslag av lövträd och i väster finns en gransumpskog. 